# Cirrenalia donnae
Cirrenalia donnae är en svampart som beskrevs av B. Sutton 1973. Cirrenalia donnae ingår i släktet Cirrenalia och familjen Halosphaeriaceae.   Inga underarter finns listade i Catalogue of Life.